# 渡邉智世
渡邉 智世（わたなべ ともよ）は、フリーアナウンサー、NHK新潟放送局契約キャスター・アナウンサー。

## 来歴
新潟県新潟市出身。新潟明訓高等学校、東京理科大学理工学部経営工学科卒業。
元大学病院事務職員。NHK富山放送局とNHK仙台放送局のキャスターを経て、新潟放送のアナウンサーを務める。2019年に新潟放送を退社し、フリーアナウンサーに転向。2020年にNHK新潟放送局に入局した。
特技はスポーツ観戦、ヒップホップダンス、水泳、テーピング巻きなど。ファイナンシャルプランナーなどの資格を持つ。

## 現在の担当番組
- 新潟ニュース610
- 新潟県のニュース

## 過去の出演番組
- 新潟放送（テレビ）
  - 「BSN NEWS ゆうなび」スポーツキャスター（企画・取材・構成も担当）
  -  サッカー・アルビレックス新潟 試合取材、記者業務
  -  深夜バラエティ番組「新潟ジョシ部」リポーター
  - 「情熱にいがた」インタビュアー
  - 「見つけ種」MC
  - 「BSNインフォメーション」MC
  - 「BSNニュース」
  - 「少年少女水泳大会」リポーター、インタビュアー
  - 「高校剣道」リポーター、インタビュアー
  - 「キッズサッカー大会」リポーター、インタビュアー
  - 「高校バスケ」リポーター、インタビュアー
  - 「中学バスケ」リポーター、インタビュアー
  - 「フューチャーゴルフツアー開幕特別番組」リポーター
  - 「新潟シティマラソン」リポーター
  - 「上川ふるさとふれあいまつり」リポーター
  - 「公立高校入試 問題解説」サブアシスタント ほか
- 新潟放送（ラジオ）
  - 「高橋なんぐの金曜天国」アシスタント
  - 「ストレートニュース」
  - 「ビバ新潟！ビバサッカー！」番組MC[2]
  - 「わたしとよりみちくん」パーソナリティ
  - 「高校野球新潟県大会 決勝」スタンドリポーター
  - その他 催し物中継や災害中継など
- NHK
  - 「あなたが主役50ボイス」会場リポーター
- NHK仙台
  -  東北6県向け情報番組「ひるはぴ」サブキャスター
  - 「ラジオニュース」[3]
- NHK富山
  - 「とやまおしらせたまご」キャスター
  - 「ニュース富山人 情報コーナー・中継コーナー」リポーター
  - 「テレビニュース」「ラジオニュース」
- ラジオ日本
  - 「ラジオ日本ニュース」(月)

など